# Nierównowaga sprzężeń
Nierównowaga sprzężeń – sytuacja, w której para loci nie segreguje niezależnie.
Geny nie występują w organizmie luzem, niezależnie od siebie. Znajdują się na chromosomach. Geny znajdujące się na tym samym chromosomie nazywa się sprzężonymi. Okazuje się, że sprzężenie pomiędzy genami może wywierać wpływ na częstości alleli w populacji. 
Wyjaśniając zjawisko nierównowagi sprzężeń, Futuyma proponuje rozważyć 2 loci, w których znajdują się geny oznaczane literami A i B. Każdy z nich przybiera postać 2 alleli: A1 i A2 oraz B1 i B2. Częstości alleli z indeksem 1 opisuje się symbolami pA i pB, w odniesieniu do alleli oznaczonych jako 2 używa się litery q. Dalej rozważa się rodzaje gamet, jakie mogą powstać w takiej populacji. Otóż powstałe gamety będą mieć musiały jeden z 4 wymienionych genotypów:
- A1B1
- A1B2
- A2B1
- A2B2

Rzeczywistej częstości tych genotypów przypisuje się z kolei następujące oznaczenia:
- A1B1 – g11
- A1B2 – g12
- A2B1 – g21
- A2B2 – g22

Jeśli geny A i B są w równowadze sprzężeń, to każda z tych częstości będzie odpowiadała częstościom alleli, tzn. będzie stanowić ich iloczyn, np. 
{\displaystyle g_{21}=q_{A}p_{B}}
Nierównowaga sprzężeń będzie oznaczała odstępstwo od tej prawidłowości. Miarę tego zjawiska stanowi współczynnik nierównowagi sprzężeń D, dany wzorem:
{\displaystyle D=g_{11}g_{22}-g_{21}g_{12}}
Istnienie nierównowagi sprzężeń nie kłóci się z obowiązywaniem prawa Hardy’ego-Weinberga. Dla każdego z loci osobno pA i qA sumują się do 1. Niezgodne z przewidywaniami dla stanu równowagi są jedynie wzajemne związki między różnymi loci.
Nierównowaga sprzężeń wiąże się z rozkładem cech w populacji. Jeśli określony wyżej współczynnik D > 0, oznacza to więcej organizmów o genotypach A111B1B1 albo A2A2B2B2 – chodzi to u genotypy skrajne, związane z fenotypami cechującymi się największymi albo najmniejszymi wartościami danej cechy. Wariancja fenotypowa jest znaczna.
Przeciwna sytuacja (D < 0) oznacza niedobór w populacji osobników o opisanym wyżej genomie. Wiąże się to z niewielką wariancją fenotypową populacji.
Okazuje się jednak, że zachodząca w obrębie chromosomów rekombinacja prowadzi do mieszania się alleli, a więc niszczy nierównowagę sprzężeń. Na skutek rekombinacji z upływem czasu populacja zmierzać powinna do równowagi sprzężeń, tym szybciej, im większa częstość rekombinacji między sprzężonymi loci. Pojawia się zatem pytanie, dlaczego w ogóle spotyka się nierównowagę sprzężeń. Futuyma wyjaśnia to w następujący sposób:
- po pojawieniu się nowej mutacji siłą rzeczy będzie ona występować początkowo w sprzężeniu z allelami ze swego otoczenia. Rekombinacja potrzebuje czasu, by to zmienić[3]
- jeśli 2 populacje o różnych częstościach alleli połączą się w jedną, również musi minąć pewien okres, nim częstości genów zrównoważą się[3]
- jeśli organizmy nie kojarzą się losowo, nierównowaga może się utrzymywać. Niekiedy nawet okazuje się, że organizmy nie krzyżują się w ogóle, a co za tym idzie, nie stanowią jednej populacji. Wyróżnia się wtedy odrębne gatunki[3] (jest to jedno z narzędzi stosowanych przy ocenianiu, czy chodzi o jeden, czy wiele gatunków, o czym obecnie decydują badania genetyczne, przykładowo wyróżniono w ten sposób nowe gatunki żyrafy[4]
- równowadze sprzężeń może przeciwdziałać dobór naturalny, bowiem pewne układy alleli współpracują ze sobą lepiej niż inne[3]
- rekombinacja może zachodzić na tyle rzadko, że nie równoważy działania dryfu genetycznego[3]
- rekombinacja wcale nie musi występować. Przyczynę takiego zjawiska stanowić mogą inwersje bądź partenogeneza[3] (zaobserwowana u licznych grup zwierząt, w tym u skąposzczetów, ślimaków, roztoczy, karaluchów, muchówek, chrząszczy, ryb, płazów ogoniastych, jaszczurek[5], choć bardzo trudno wywołać ją u ssaków[6])